# کوه چولومون
کوه چولومون (به لاتین: Mount Cholomon) یک کوه در یونان است که در مقدونیه مرکزی واقع شده‌است. کوه چولومون ۱٬۱۶۵ متر بالاتر از سطح دریا واقع شده‌است.